# Portal de Magdalena
El Portal de Magdalena és un jaciment arqueològic de l'edat medieval situat a la ciutat de Lleida, inclòs a l'Inventari del Patrimoni Arqueològic i Paleontològic de Catalunya.

## Història arqueològica
Durant els anys 1984 i 1987 s'hi feren unes importants excavacions, que permeteren de descobrir diverses illes de cases d'un raval habitat en l'època musulmana i també els habitatges que s'hi feren a la baixa edat mitjana i en l'època moderna.
S'hi trobà una gran quantitat de terrissa islàmica (segles x-xii).